# Спиридонов, Евгений Васильевич
Евгений  Васильевич Спиридонов (род. 1947) — советский пловец. 
Чемпион СССР, рекордсмен Европы.  Участник Олимпиады 1968 года. Мастер спорта СССР международного класса.

## Биография
Выступал под флагом общества «Динамо» (Ленинград). Ученик тренера Германа Ивановича Новикова.
Входил в состав сборной СССР в 1964
1. ↑  Sports-Reference.com (англ.)
2. 1 2  Olympedia (англ.) — 2006.
3. ↑  Спиридонов Евгений Васильевич. sport-strana.ru. Дата обращения: 14 июля 2022. Архивировано 14 июля 2022 года.
4. ↑  Фирсов, 1976, с. 325.

—1974 годах.
Чемпион СССР 1967 года в комбинированной эстафете 4х100 м вольным стилем.
Бронзовый призёр чемпионатов СССР (1967, 1969, 1971).
Рекордсмен Европы 1968 года в эстафете 4х100 м вольным стилем.
В 1968 году на Олимпийских играх в Мехико выступал на дистанции 100 м на спине, занял 20-е место.
Окончил Ленинградский институт инженеров железнодорожного транспорта и Санкт-Петербургский институт страхования. 
Сотрудник КГБ (1974—1993). Предприниматель. Учредитель «Невской перестраховочной компании». Кандидат экономических наук (2000).